# 中华秋海棠
中华秋海棠（学名：Begonia grandis subsp. sinensis），又名珠芽秋海棠（云南植物名录），为秋海棠科秋海棠属秋海棠的亚种。分布于中国大陆的山西、贵州、江苏、湖南、河南、福建、甘肃、陕西、河北、浙江、广西、山东、四川、湖北等地，生长于海拔300米至2,900米的地区，多生长于疏林阴处、荒坡阴湿处以、滴水的石灰岩边、山谷阴湿岩石上以及山坡林下。